# 冯立族
冯立族（1926年11月18日—1990年8月18日），男，山东招远人，中华人民共和国政治人物，曾任中共山东省委组织部部长，山东省人大常委会副主任。